# Pavel Bažov
Pavel Petrovič Bažov (rusky Павел Петрович Бажов, 27. ledna 1879, Syserť – 3. prosince 1950, Sverdlovsk) byl ruský spisovatel.
Je znám díky pohádce Malachitová skříňka, publikované v roce 1939. Stal se také autorem několika knih o revoluci a občanské válce. Jeho vnukem byl bývalý ruský ministerský předseda Jegor Gajdar.

## Životopis

### Mládí
Pavel Bažov se narodil v rodině vedoucího svařovny v ocelárně. Zpočátku se živil různě. V letech 1889 – 1893 studoval v náboženské škole v Jekatěrinburgu. Poté se chtěl dostat i na Tomskou univerzitu, nakonec však byl odmítnut.
Dočasně pracoval jako učitel ruštiny, nejprve v Jekatěrinburgu, pak v Kamyšlově. Zde studoval uralský folklór.

## Kariéra
Když začala první světová válka, připojil se Bažov k bolševikům. V roce 1918 vstoupil do Rudé armády.
V letech 1923–1929 žil v Jekatěrinburgu a pracoval v redakci novin Rolník, kam přispíval esejemi o pracovních podmínkách dělníků. V té době publikoval první knihu Ural byl (Уральские были), která pojednávala o životu na Urale v letech 1880–1890.
Byl rovněž poslancem Nejvyššího sovětu.
Po druhé světové válce začal Bažov pomalu ztrácet zrak, což mu však nezabránilo v publikační činnosti. Zemřel 3. prosince 1950 na rakovinu plic. Je pohřben na Ivanovském hřbitově v Jekatěrinburgu.

## Dílo

### Malachitová skříňka
Z jeho díla jsou nejznámější pohádky (skazy) Malachitovaja škatulka (Малахитовая шкатулка, v češtině pod názvem Malachitová skříňka nebo Kamenný kvítek, podle jedné z pohádek). Pod tímto názvem vyšlo v letech 1939–1973 několik sbírek těchto pohádek. Do češtiny je přeložila Olga Mašková.
Na námět pohádky Kamenný kvítek napsal Sergej Prokofjev v letech 1948–53 stejnojmenný balet, Op. 118. Byla rovněž zfilmována.

### Další díla
- 1924 Uralskije byli (Уральские были, Uralské skutečné příběhy)
- 1939 Zeljonaja kobylka (Зелёная кобылка, Zelená kobylka) – autobiografické povídky
- 1949 Dalněje – blizkoje (Дальнее — близкое, Vzdálené a blízké) – vzpomínky
- 1945 Uralskije skazy (Уральские Сказы, Uralské báje) – pohádky a báje